# Carol Zhao
Carol Zhao (kinesisk: 赵一羽; født 20. juni 1995 i Chongqing, Kina) er en professionel kvindelig tennisspiller fra Canada.